# RCH FC
El RCH FC es un equipo de fútbol de los Países Bajos que juega en la Vierde Klasse, la séptima categoría de fútbol en el país.

## Historia
Fue fundado el 25 de febrero de 1911 en la ciudad de Haarlem con el nombre HFC Achilles, aunque poco tiempo después lo cambiaron por el de Racing Club Haarlem.
En 1923 compite por primera vez a nivel nacional, aunque lo hizo en el torneo del oeste de Países Bajos, aunque ese año consigue ganar su primero de dos títulos nacionales que ganó a nivel aficionado. También ha sido campeón nacional de copa en dos ocasiones, aunque no juega en la máxima categoría desde que el fútbol se hizo profesional en el país.

## Palmarés
- Dutch National Football League: 2

1922–23, 1952–53
- Dutch Football Cup: 2

1917–18, 1927–28

## Jugadores

### Jugadores destacados
- Peer Krom
- Loek Biesbrouck